# Operazione Koblenz-Süd
Operazione Koblenz-Süd fu il nome in codice di un'azione di rastrellamento condotta, nel dicembre 1944, da reparti della Germania nazista e della Repubblica Sociale Italiana ai danni delle forze della Resistenza italiana nella parte meridionale della provincia di Asti; l'operazione venne condotta anche con azioni di rappresaglia, l'eccidio di numerosi civili da parte delle forze nazifasciste, la deportazione nei Lager dei prigionieri combattenti e al lavoro coatto in Germania dei prigionieri civili e portò alla caduta della Repubblica partigiana dell'Alto Monferrato, istituita nell'agosto precedente.

## Antefatti
Dopo la creazione dei primi nuclei armati nella zona tra il fiume Tanaro e la regione delle Langhe e la conduzione delle prime azioni nel dicembre 1943, la Resistenza nella provincia di Asti era andata rapidamente crescendo a partire dalla primavera del 1944, incoraggiata dai progressi delle forze degli Alleati in Italia e altrove. Nell'estate seguente si ebbe la formazione di numerosi comitati di liberazione nazionale a livello comunale, in particolare nella zona dell'Alto Monferrato ai piedi dell'Appennino ligure; punto di riferimento per le attività partigiane in zona divenne il comitato di Nizza Monferrato, che all'inizio del settembre 1944 si era assicurato il controllo effettivo dell'intero territorio comunale. Le varie bande armate disseminate nei comuni della zona furono riorganizzate in quattro più strutturate "divisioni partigiane", due di orientamento garibaldino (l'VIII Divisione
"Asti" e la IX Divisione "Alarico Imerito") e due di orientamento autonomo (la II Divisione "Langhe" e la V Divisione "Monferrato"); il controllo partigiano fu progressivamente esteso a quasi tutta la zona dell'Alto Monferrato, coinvolgendo anche verso sud territori nelle Langhe e sull'Appennino savonese: una zona di circa 40 comuni, comprendente più di un terzo della provincia di Asti e lambente la periferia dello stesso capoluogo.
Il territorio liberato fu riorganizzato in una repubblica partigiana, la Repubblica dell'Alto Monferrato, la cui relativa giunta di governo si insediò a Nizza Monferrato il 28 ottobre. Protetto alle spalle dalle Langhe e su tre lati da fiumi i cui ponti, salvo quello di Felizzano, erano stati fatti saltare, il territorio libero riuscì a resistere alle prime controffensive, concretizzatesi in alcuni attacchi isolati di reparti repubblichini nella zona del Nicese tra la fine di ottobre e i primi di novembre 1944. L'assestarsi della situazione militare sul fronte principale della Linea Gotica consentì di destinare maggiori e più esperti reparti dell'Asse alla repressione del movimento partigiano nelle retrovie, e alla fine di novembre fu progettata sotto comando tedesco un'offensiva molto più coordinata che aveva come obiettivo l'eliminazione della Repubblica dell'Alto Monferrato.

## L'operazione
La grande azione di rastrellamento nell'Alto Monferrato, nome in codice "operazione Koblenz-Süd", prese il via il 2 dicembre 1944 agli ordini del tenente colonnello tedesco Kaupfmann. Le forze impiegate ammontavano a un totale di 2 518 militari (136 ufficiali e 2 382 uomini di truppa), un miscuglio di reparti tedeschi e italiani di varia provenienza: da parte tedesca erano presenti distaccamenti del SS-Polizei-Regiment 15 e della 162. (Turkistan) Infanterie-Division oltre a elementi dei reparti antiaerei (FlaK) presenti in zona; da parte repubblichina furono messi in campo il reparto esplorante della 3ª Divisione fanteria di marina "San Marco", tre compagnie mobili della Legione Autonoma Mobile Ettore Muti, elementi della Guardia Nazionale Repubblicana di Torino e Vercelli e la 2ª Brigata Nera "Attilio Prato" di Alessandria.
Il rastrellamento interessò un'area di circa 4 000 chilometri quadrati compresa tra il fiume Tanaro, l'Albese e l'Acquese fino ai contrafforti dell'Appenino savonese, coinvolgendo comuni e località anche delle province di Alessandria, di Cuneo e di Savona oltre che di Asti. Gravemente a corto di munizioni e con i ranghi riempiti di nuove reclute prive di esperienza militare, i reparti partigiani non riuscirono a resistere a questa massiccia offensiva e dovettero sbandarsi rifugiandosi sui monti: dopo una dura battaglia combattuta a Rocca d'Arazzo, il 2 dicembre una colonna nazifascista risalì la Val Tiglione verso Mombercelli, occupando Nizza Monferrato già nel pomeriggio; i comuni di Isola d'Asti, Costigliole, Calosso, Agliano e Canelli furono occupati nei giorni seguenti.
L'avanzata delle colonne tedesche e repubblichine fu costellata di attacchi e rappresaglie ai danni della popolazione locale; in particolare, dopo che il 4 dicembre i partigiani avevano travolto il piccolo presidio repubblichino di Mombaldone, uccidendo tutti e cinque i militi della GNR che lo componevano, il comando tedesco ordinò al reparto esplorante della Divisione "San Marco" di attuare immediate azioni di ritorsione. A Mombercelli un civile (Massimo Ponzi, nato nel 1924) fu ucciso il 3 dicembre; a Mombaldone fu invece una bambina di otto anni (Letizia Abregal, nata nel 1936) a essere uccisa a fucilate dai reparti nazifascisti il 5 dicembre. A Rocca d'Arazzo sei case furono incendiate e altre sette saccheggiate, e un anziano (Sebastiano Giobbe Curletti, nato nel 1867) fu passato per le armi il 12 dicembre; lo stesso giorno un altro civile (Giovanni Caviglia, nato nel 1905) venne fucilato a Sessame, seguito da un terzo (Mario Sicco, di età imprecisata) fucilato a Loazzolo il 22 dicembre. Una casa fu data alle fiamme nella frazione di Ciocca del comune di Castel Boglione e una a Monastero Bormida, mentre due abitazioni civili furono saccheggiate a Montabone e una a Castello d'Annone.
Il rastrellamento dell'Alto Monferrato proseguì per tre settimane, concludendosi solo verso il 21 dicembre; nonostante in alcuni casi il ritorno dei fascisti nei paesi fosse stato esplicitamente accolto con favore, molti partigiani riuscirono a sottrarsi all'accerchiamento e a nascondersi nelle cascine, nei casotti delle vigne e nei boschi della zona con l'aiuto della popolazione locale. Le perdite furono comunque dure, con 37 partigiani uccisi in combattimento e altri 361 catturati, molti dei quali fucilati sul posto. Il totale dei partigiani uccisi in tutti i combattimenti, rastrellamenti, rappresaglie ed esecuzioni sommarie riconducibili all'operazione è indicato in 85. I prigionieri sopravvissuti furono avviati verso i Lager tedeschi da cui pochi fecero ritorno a guerra finita; tra i deportati figurò anche un membro della giunta della Repubblica dell'Alto Monferrato, l'avvocato Filippo Fabiani esponente del Partito d'Azione, morto poi durante la detenzione nel campo di concentramento di Mauthausen. Ai prigionieri si aggiunsero anche 972 civili arrestati, tra sospetti sostenitori della Resistenza, sbandati e renitenti alla leva; furono consegnati alla sezione di Torino del Sicherheitsdienst tedesco e avviati al lavoro coatto in Germania.